# Eddard Stark
(Eddard Stark, Il gioco del trono)
Eddard "Ned" Stark (pronuncia [/ˈɛdəd ˈstɑːk/]) è un personaggio della saga letteraria di genere fantasy medievale Cronache del ghiaccio e del fuoco, creata dallo scrittore statunitense George R. R. Martin. È uno dei personaggi principali del primo romanzo, Il gioco del trono.

## Caratteristiche del personaggio
Eddard Stark, soprannominato Ned, è il lord di Grande Inverno. È il secondogenito di lord Rickard Stark e Lyarra Stark e ha tre fratelli: Brandon, il primogenito, la sorella minore Lyanna e il fratello minore Benjen.
Viene descritto come un uomo doveroso con un carattere rigido, orgoglioso e duro, che raramente fa trasparire i suoi sentimenti e la sua vulnerabilità, tranne che con la moglie nei momenti d'intimità. Cresce i suoi figli insegnando loro a credere nella giustizia, nell'onore e negli antichi valori del Nord. Rispetta inoltre le antiche tradizioni: esegue egli stesso le condanne a morte emesse con la lama di famiglia, Ghiaccio, uno spadone a due mani forgiato con acciaio di Valyria. Come ogni uomo del Nord segue ancora la religione dei Primi Uomini, pregando di fronte al possente albero-cuore nel giardino di Grande Inverno.
Ned appare come un uomo sui trentacinque anni, dal volto allungato, barba corta, capelli castani e occhi grigi, con lineamenti più ordinari, più cupi e austeri rispetto a suo fratello Brandon, da cui differisce anche nel carattere. In seguito alla morte di Brandon, Eddard sembra vivere una condizione di inferiorità rispetto a lui: non si ritiene infatti alla sua altezza, né degno del titolo, degli onori e della famiglia che sarebbero spettati al fratello.

## Biografia del personaggio

### Passato
Ned nasce nel 263º anno dopo la conquista del Continente Occidentale da parte di Aegon Targaryen e dall'età di otto anni cresce sotto la protezione di Jon Arryn, a Nido dell'Aquila, insieme a Robert Baratheon, che diventerà suo amico fraterno.
In seguito al rapimento, da parte del principe Rhaegar Targaryen, di Lyanna, sorella di Ned e promessa sposa di Robert, Rickard e Brandon Stark si recano ad Approdo del Re per reclamare la ragazza, ma vengono uccisi per ordine del re Aerys II Targaryen, padre di Rhaegar. Questo sarà l'evento scatenante della rivolta di Robert Baratheon, che lo porterà al trono.
Durante la ribellione Ned comanda le truppe che avanzano verso Capo Tempesta e che salveranno Stannis Baratheon, fratello di Robert, dall'assedio degli eserciti lealisti dei lord Tyrell e Redwyne; precedentemente guida l'avanguardia delle truppe di Robert ad Approdo del Re trovandola già in mano ai Lannister.
Re Aerys II apre le porte della città alle truppe del suo ex Primo Cavaliere, lord Tywin Lannister, ma questi lo tradisce e, dopo aver saccheggiato e razziato con le sue truppe, prende il comando della città. Arrivato nella capitale Ned entra nella sala delle udienze e trova Jaime Lannister, figlio di Tywin, assiso sul Trono di Spade, con la propria arma ancora sporca del sangue del re che aveva giurato di proteggere. È proprio da questo gesto che deriva l'avversione di Ned nei confronti dello Sterminatore di re e di tutti i Lannister: lord Stark ritiene infatti che Tywin sia passato dalla parte di Robert solo dopo che gli eserciti della ribellione avevano la vittoria assicurata e che sia responsabile dell'eccidio degli infanti figli di Rhaegar e della principessa Elia Martell sua moglie. Robert, una volta giunto ad Approdo del Re, rifiuta di prendere provvedimenti verso Jaime Lannister, che viene anzi perdonato; questo scatena un'aspra lite tra Ned e Robert: neppure Jon Arryn, il loro padre acquisito, riesce a riconciliarli e, in preda al furore, Ned lascia la capitale per ordine di Robert e si dirige a Sud per togliere l’assedio a Capo Tempesta.
Al comando di un gruppo composto da sei fedelissimi Ned si reca a cercare la sorella Lyanna in un posto chiamato da Rhaegar Targaryen "Torre della Gioia", ubicato nel sud dei Sette Regni tra le Montagne Rosse e Dorne: lì il gruppo combatte contro tre cavalieri della Guardia reale, il comandante ser Gerold Hightower, ser Arthur Dayne e ser Oswell Whent. Durante lo scontro Ned affronta e uccide ser Arthur Dayne, la Spada dell'Alba, il più letale dei sette cavalieri che componevano la guardia reale di Re Aerys II, tuttavia Ned era sul punto di essere sconfitto da ser Arthur Dayne, e senza l’aiuto in extremis di Reed, Ned sarebbe stato ucciso. Al termine della battaglia gli unici sopravvissuti saranno infatti lo stesso Ned e Howland Reed. La missione di salvataggio è però tardiva: Ned trova infatti la sorella Lyanna in un bagno di sangue mentre stringe convulsamente una corona appassita di rose blu. Lyanna lo costringe a giurare qualcosa e sebbene la natura di tale giuramento non venga rivelata esso perseguiterà Eddard fino alla morte. Ned abbatte la torre e con le pietre insanguinate erige otto tumuli, uno per ogni caduto; il corpo di Lyanna viene invece portato a Grande Inverno per essere sepolto nella cripta di famiglia accanto a suo fratello Brandon e a suo padre Rickard.
Ned successivamente sposa Catelyn Tully, già promessa sposa del fratello maggiore Brandon, dalla quale avrà cinque figli: Robb, Sansa, Arya, Bran e Rickon. Finita definitivamente la ribellione porta a casa un bambino, Jon Snow, presentandolo come suo figlio bastardo nato da una relazione con una donna di cui Ned non rivelerà mai a nessuno l'identità. Il lord di Grande Inverno crescerà Jon in mezzo agli altri suoi figli, causando l'avversione di Catelyn per il ragazzo.
Eddard passerà i successivi quindici anni come lord di Grande Inverno, un ruolo che non si aspettava di ricevere e nei confronti del quale non si sente all'altezza; lascia le sue terre solo in rare occasioni e non si intromette pressoché mai nei complessi intrighi che affliggono le corti del sud; in questo periodo si trova ad affrontare l'esilio di Jorah Mormont, figlio di uno dei suoi alfieri, accusato di essere un mercante di schiavi. L'unica volta in cui lascia il nord è per combattere di nuovo al fianco di Robert durante la Ribellione dei Greyjoy: dopo il decisivo assedio di Pyke e la resa di Balon Greyjoy, Ned prende come suo protetto e ostaggio Theon, l'ultimo figlio maschio sopravvissuto di Balon, per evitare altre eventuali ribellioni future, cosa che ai Greyjoy importerà poco tuttavia come scopriranno infatti gli Stark quando Theon arriverà a Pike e vedrà il padre aver ammassato una flotta pronta per una nuova guerra, questa volta proprio contro il Nord.

### Il gioco del trono
Dopo aver giustiziato senza un processo un disertore dei Guardiani della notte, Ned riceve la notizia dell'arrivo dell'amico re Robert a Grande Inverno intuendo che egli voglia chiedergli di ricoprire la carica di Primo Cavaliere; inoltre il figlio maggiore di Robert, Joffrey, viene promesso alla figlia maggiore di Ned, Sansa. Inizialmente Ned sarebbe intenzionato a rifiutare ma sua moglie Catelyn lo spinge ad accettare per via di alcuni avvenimenti che vedrebbero coinvolti i Lannister: la misteriosa morte di Jon Arryn (marito di Lysa, la sorella di Catelyn, e precedente Primo Cavaliere) e la caduta di Bran da una torre, che lo rende paraplegico.
Ned giunge quindi ad Approdo del Re insieme alle figlie Sansa e Arya, non prima però di essere stato costretto ad uccidere Lady, la meta-lupa di Sansa, a causa di una lite tra Joffrey e Arya, cosa che provoca l'ostilità di Sansa nei suoi confronti. Appena insediatosi come Primo Cavaliere, Ned scopre le numerose inadempienze di Robert come re tra cui l'altissimo debito del regno con vari creditori, tra cui lord Tywin Lannister, padre della regina Cersei. Grazie all'aiuto di lord Petyr Baelish, maestro del conio, ha modo d'incontrare segretamente sua moglie Catelyn, giunta nella capitale per informarlo di un attentato a Bran, il cui mandante sembrerebbe essere Tyrion Lannister, fratello minore della regina. Nel frattempo, rivolgendosi al gran maestro Pycelle, Ned scopre che Jon Arryn, insieme a Stannis Baratheon, stava cercando tutti i figli bastardi di Robert per ragioni misteriose e, cominciando a indagare per proprio conto, comprende i motivi di tali ricerche: scopre, infatti, che i tre figli di Robert sono in realtà frutto dell'incesto tra la regina e suo fratello gemello Jaime.
Quando Robert dà ordine di far uccidere Daenerys Targaryen perché incinta del dothraki Khal Drogo, Ned, disgustato, decide di lasciare la carica di Primo Cavaliere e di tornare a Grande Inverno con le figlie. Prima di riuscirci, però, viene assalito da Jaime Lannister, furioso per l'arresto di suo fratello Tyrion per mano di Catelyn: lo Sterminatore di re e i suoi uomini fanno strage della scorta di lord Eddard e lo lasciano ferito. Al suo risveglio Ned viene nuovamente investito da Robert come Primo Cavaliere e, mentre il re è a caccia, informa la regina di aver scoperto la verità sulle origini dei suoi figli, suggerendole di andarsene con loro prima che egli la riveli a Robert. Il re, però, rimane mortalmente ferito durante la battuta di caccia e Ned non se la sente di dire la verità all'amico morente. Alla morte di Robert, Eddard tenta di legittimare le pretese al trono di Stannis contro quelle dei figli illegittimi di Cersei, ma la regina e il nuovo re Joffrey lo anticipano e, accusandolo di tradimento, lo fanno imprigionare nelle celle oscure nei sotterranei di Approdo del Re. Qui riceve la visita di lord Varys, maestro dello spionaggio, che gli suggerisce di confessare i suoi crimini in modo da essere esiliato alla Barriera divenendo un Guardiano della notte, dicendogli anche della richiesta di pietà da parte di Sansa fatta a Joffrey per la vita del padre. Con riluttanza, Ned accetta per la sicurezza della figlia: portato al cospetto di Joffrey, confessa di essere un traditore, ma il giovane re non mostra pietà e lo fa decapitare dal boia ser Ilyn Payne.

## Trasposizione televisiva
Il 19 luglio vennero annunciati nuovi nomi del cast, tra cui quello dell'attore britannico Sean Bean nel ruolo di Eddard Stark. Mentre nei romanzi il personaggio ha circa trentacinque anni, nella serie televisiva è dipinto come un uomo più maturo, sulla cinquantina.
Il personaggio fece la sua prima apparizione nell'episodio pilota L'inverno sta arrivando, andato in onda su HBO il 17 aprile 2011.
Sean Bean dichiarò di non essere stato riluttante all'idea di interpretare un personaggio destinato a un'uscita di scena precoce e definì anzi «audace» la scelta del network di rimanere fedele alla trama dei romanzi fino all'ultimo.
La morte del personaggio, avvenuta nel penultimo episodio della prima stagione (La confessione), suscitò tuttavia scalpore tra i telespettatori: alcuni infatti criticarono la decisione di far uscire di scena colui che, fino a quel momento, si era creduto essere il protagonista della narrazione; altri rimasero sorpresi apprendendo che la serie televisiva non aveva preso una piega diversa dai romanzi.
Sue Naegle, presidentessa della programmazione del network HBO, commentò dicendo che la vera star di Thrones non è l'attore famoso o il personaggio preferito da seguire settimana dopo settimana, ma la vicenda che viene raccontata. Uno dei motivi per cui la saga venne scelta per la trasposizione televisiva, aggiunse, fu proprio la presenza di colpi di scena e vicende inaspettate di cui essa è piena.

### Prima stagione
Re Robert Baratheon chiede a Ned di ricoprire la carica di Primo Cavaliere del re, dopo la prematura scomparsa di Jon Arryn, loro mentore e precedente Primo Cavaliere. Non interessato alla politica o agli intrighi di corte, Ned accetta solo per senso del dovere, oltre a voler indagare su come Arryn è morto. Robert viene ucciso proprio mentre Ned scopre che i tre figli della regina Cersei Lannister sono in realtà frutto di un incesto tra la regina e suo fratello gemello Jaime. Prima che Ned sia in grado di neutralizzare Cersei e mettere il fratello di Robert, Stannis, sul trono, viene tradito da lord Petyr Baelish, precedentemente fintosi suo alleato, e la regina lo imprigiona per tradimento. Per avere salva la propria vita e quella delle sue figlie, Ned accetta di autoaccusarsi in pubblica piazza di alto tradimento, ma il nuovo re, Joffrey, figlio maggiore di Cersei, lo fa comunque decapitare.

### Sesta stagione
In questa stagione Bran Stark ha diverse visioni del passato di Ned. Vede il padre bambino, pronto a partire per Nido dell'Aquila, dove sarà addestrato da Jon Arryn insieme a Robert. Successivamente, vede Ned in missione a Dorne, intenzionato a raggiungere Torre della Gioia, durante la Ribellione di Robert: qui si scontrerà con alcuni membri della Guardia reale di re Aerys II e Bran scopre che il padre non sconfisse affatto l'invincibile ser Arthur Dayne come tutti sapevano, ma che fu Howland Reed a colpire alle spalle Dayne, permettendo a Ned di ucciderlo. Nell'ultimo episodio, Bran scopre che Ned si recò a Torre della Gioia per salvare sua sorella Lyanna, ma la trovò in fin di vita, dopo aver partorito il figlio di Rhaegar Targaryen: viene così rivelato che il figlio illegittimo di Ned, Jon Snow, è in realtà figlio di Lyanna e Rhaegar.
Ned ascoltò l'ultima volontà di Lyanna, morta di parto di lì a poco, e di conseguenza, per proteggere Jon dalla furia omicida di Robert Baratheon (che aveva giurato di sterminare tutti i Targaryen viventi e aveva già ucciso Rhaegar), lo spacciò pubblicamente per il suo figlio bastardo quando invece Jon, il cui vero nome è Aegon VI Targaryen, è praticamente il legittimo erede al trono di spade.